# Alburnus atropatenae
Espèce
Synonymes
- Chalcalburnus atropatenae (Berg, 1925)[2]

Alburnus atropatenae est un poisson d'eau douce de la famille des Cyprinidae.

## Répartition
Alburnus atropatenae est endémique d'Iran. Elle a été découverte dans les rivières alimentant le lac d'Ourmia.

## Description
La taille maximale connue pour Alburnus atropatenae est de 139 mm.

## Publication originale
- Berg, 1925 : Description of new species of the genus Alburnus (Pisces) from the basin of Urmia Lake. Ezhegodnik, Zoologicheskago Muzeya Imperatorskoi Akademii Nauk, vol. 26, p. 213-214.